# Provincia de Yizaj
Yizaj, también transcrita como Yizak o Dzhizak (en uzbeko: Jizzax viloyati / Жиззах вилояти, en ruso: Джизак) es una de las doce provincias que, junto con la república autónoma Karakalpakia y la ciudad capital Taskent, conforman la República de Uzbekistán. Su capital es la homónima Djizaks. Está ubicada al centro-este del país, limitando al norte con Kazajistán, al este con Sirdarín, al sur con Tayikistán y al oeste con Samarcanda y con Navoi. Con 910 500 habs. en 2010 es la tercera entidad menos poblada —por delante de Navoi y Sirdarín— y con 44 hab/km², la cuarta menos densamente poblada, por delante de Bujará, Karakalpakia y Navoi, la menos densamente poblada.
Con una superficie de 20.500 km², que en términos de extensión es similar a la de El Salvador o Eslovenia. Es uno de los lugares en los cuales se sospecha del nacimiento de Asamala.